# Anel Canales
Anel Canales nació el 15 de marzo de 1978, en la Ciudad de Panamá, Panamá. Es un exfutbolista que jugó como delantero. Gran parte de su carrera la realizó en El Salvador, en grandes clubes como Isidro Metapán y Luis Ángel Firpo. 
En el torneo Apertura 2011 terminó segundo en la tabla de goleadores, un tanto por detrás de su compatriota Nicolás Muñoz.
Con dotes de cantante, ya que en un programa de radia llamado El desempate de la radio 102.9 de El Salvador cantó por petición de los panelistas.

## Selección nacional
Jugó también varios partidos eliminatorios con la selección de fútbol de Panamá.

### Participaciones en selección nacional
| Copa            | Sede        | Resultado    | Partidos | Goles |
| --------------- | ----------- | ------------ | -------- | ----- |
| Copa Uncaf 2003 | Panamá      | Quinto Lugar | 3        | 0     |
| Copa Uncaf 2007 | El Salvador | Subcampeón   | 3        | 0     |

| Núm. | Fecha               | Lugar                                    | Rival             | Gol | Resultado | Competición |
| ---- | ------------------- | ---------------------------------------- | ----------------- | --- | --------- | ----------- |
| 1    | 31 de enero de 2007 | Estadio Rommel Fernández, Panamá, Panamá | Trinidad y Tobago | 1-0 | 2-1       | Amistoso    |

## Clubes
| Club                   | País        | Año        |
| ---------------------- | ----------- | ---------- |
| Chorrillo F. C.        | Panamá      | 1995-1997  |
| Panamá Viejo F. C.     | Panamá      | 1998–2001  |
| Tauro F. C.            | Panamá      | 2002       |
| Chorrillo F. C.        | Panamá      | 2003-2004  |
| C. D. 11 Municipal     | El Salvador | 2005       |
| Envigado F. C.         | Colombia    | 2006       |
| Alianza F. C.          | El Salvador | 2006-2007  |
| Chorrillo F. C.        | Panamá      | 2007       |
| C. D. Chalatenango     | El Salvador | 2007       |
| Chorrillo F. C.        | Panamá      | 2008       |
| Tauro F. C.            | Panamá      | 2009       |
| A. D. Isidro Metapán   | El Salvador | 2009       |
| Chorrillo F. C.        | Panamá      | 2010       |
| A. D. Isidro Metapán   | El Salvador | 2010-2011  |
| C. D. Luis Ángel Firpo | El Salvador | 2011- 2014 |

## Palmarés
| Título          | Equipo                 | País        | Año     |
| --------------- | ---------------------- | ----------- | ------- |
| Anaprof         | Panamá Viejo F. C.     | Panamá      | 2000-01 |
| Torneo Clausura | C. D. Luis Ángel Firpo | El Salvador | 2013    |

- Datos: Q4761625